# Canon's Town

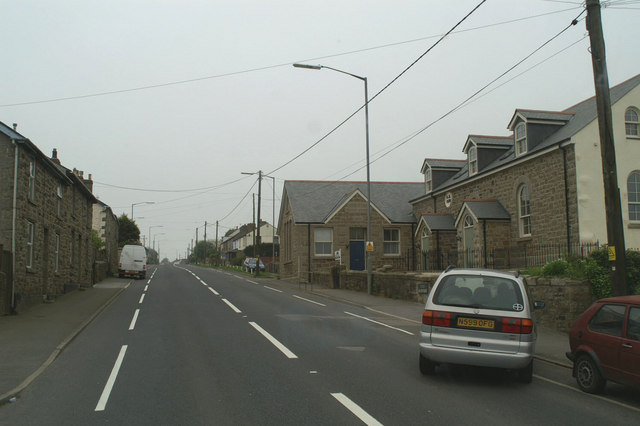
Canon's Town

Canon's Town o Canonstown è una borgata della Cornovaglia occidentale, Inghilterra, Regno Unito, situata sulla A30 road nella parrocchia civile di Ludgvan, tra Penzance e Hayle. È a sud-ovest della stazione ferroviaria di St Erth.